# Немерчі
Неме́рчі (до березня 2013 року — Немерче) — пасажирський залізничний зупинний пункт Жмеринської дирекції Південно-Західної залізниці.
Розташований у селищі Немерче Мурованокуриловецького району Вінницької області на лінії Жмеринка-Подільська — Могилів-Подільський між станціями Котюжани (12,5 км) та Вендичани (9 км).
Станцію було відкрито 1892 року при побудові залізниці. У вересні 2013 року переведена в розряд зупинних пунктів.